# Vaughn (Montana)
Vaughn – jednostka osadnicza w Stanach Zjednoczonych, w stanie Montana, w hrabstwie Cascade.